# Veturius guyanensis
Veturius guyanensis es una especie de coleóptero de la familia Passalidae.

## Distribución geográfica
Habita en la Guayana Francesa.